# نیس (وست اگدر)
نیس (به لاتین: Nes) یک منطقهٔ مسکونی در نروژ است که در وست اگدر واقع شده‌است. نیس ۱۵۰ کیلومتر مربع مساحت دارد.